# McLaren MP4-20
A McLaren MP4-20 egy Formula–1-es versenyautó, amit a McLaren tervezett a 2005-ös idényre Adrian Newey és Mike Coughlan-nal.

## Új dizájn
Az autó alvázát szinte teljesen kicserélték, újratervezték az MP4-18 és az MP4-19 sikertelensége miatt. Az új autó részt vett aerodinamika felülvizsgálton és a felfüggesztést is kicserélték, azért mert a 2005-ös szabályváltozások megkövetelték, beleértve az első szárny cseréjét, valamint kisebb diffúzor és a hátsó szárnyra volt szükség. A rövidebb tengelytávot arra használták, hogy maximalizálja a Michelin gumiabroncsok teljesítményét. Az autóra "Horn" szárnyakat szereltek, a karosszéria mögött a felső légbeömlőket módosították, miután a szabályváltozások tiltották, így jelentős leszorítóerőt vesztett az autó. A széles, lapos orr kialakítását a 2004-es olasz nagydíjon már kipróbálta a csapat, de akkor még nem vált be és maradtak az akkor használt eredeti első szárnynál.
Az év közepén a West, mint főszponzor, bejelentette, hogy elhagyja a csapatot, ami azt jelentette, hogy a szürke és fekete overrál 1997-es kezdett óta, először tűnik el az autókról és a csapat személyzetéről.

## Szezon
David Coulthard a Red Bull Racinghez szerződött, helyére a kolumbiai Juan Pablo Montoya került, aki két versenyen nem vett részt, helyette a bahreini nagydíjon Pedro de la Rosa, a San Marinó-i nagydíjon Alexander Wurz versenyzett. Az autó gyors volt, de megbízhatatlan. A McLaren az első néhány futamon azzal a problémával küzdött, hogy autójuk túlságosan óvta a gumikat, így azok nem tudtak megfelelően felmelegedni az egykörös időmérő edzésen. A nehézkes kezdés után Räikkönen hét, Montoya három futamgyőzelmet aratott. San Marinóban Räikkönen megszerezte a pole-pozíciót, és a 9. körig vezette is a futamot, amikor technikai probléma miatt kiesett. Hasonlóan vezette az európai nagydíjat is, mikor az utolsó körökben jobb első kereke leszakadt, és kiesett. A német nagydíjon szintén az első rajtkockából indult, motorhiba miatt kiesett. Fernando Alonso 133 ponttal megnyerte a 2005-ös egyéni bajnoki címet, míg Räikkönen 112 ponttal a második lett. Montoya a negyedik helyen végzett.
2005. december 25-én bejelentették, hogy 2007-re Fernando Alonso érkezik a csapathoz.

## Eredmények
(Táblázat értelmezése)

(Félkövér: pole-pozícióból indult; dőlt: leggyorsabb kört futott) 

| Év   | Csapat                | Motor                    | Gumi | Versenyzők         | 1   | 2   | 3   | 4   | 5   | 6   | 7   | 8   | 9   | 10  | 11  | 12  | 13  | 14  | 15  | 16  | 17  | 18  | 19  | Pont | Helyezés |
| ---- | --------------------- | ------------------------ | ---- | ------------------ | --- | --- | --- | --- | --- | --- | --- | --- | --- | --- | --- | --- | --- | --- | --- | --- | --- | --- | --- | ---- | -------- |
| 2005 | Team McLaren Mercedes | Mercedes FO 110R 3.0 V10 | M    |                    | AUS | MAL | BHR | SMR | ESP | MON | EUR | CAN | USA | FRA | GBR | GER | HUN | TUR | ITA | BEL | BRA | JPN | CHN | 182  | 2.       |
| 2005 | Team McLaren Mercedes | Mercedes FO 110R 3.0 V10 | M    | Kimi Räikkönen     | 8   | 9   | 3   | Ki  | 1   | 1   | 11  | 1   | NI  | 2   | 3   | Ki  | 1   | 1   | 4   | 1   | 2   | 1   | 2   | 182  | 2.       |
| 2005 | Team McLaren Mercedes | Mercedes FO 110R 3.0 V10 | M    | Juan Pablo Montoya | 6   | 4   | Bet | Bet | 7   | 5   | 7   | Kiz | NI  | Ki  | 1   | 2   | Ki  | 3   | 1   | 14  | 1   | Ki  | Ki  | 182  | 2.       |
| 2005 | Team McLaren Mercedes | Mercedes FO 110R 3.0 V10 | M    | Pedro de la Rosa   |     |     | 5   |     |     |     |     |     |     |     |     |     |     |     |     |     |     |     |     | 182  | 2.       |
| 2005 | Team McLaren Mercedes | Mercedes FO 110R 3.0 V10 | M    | Alexander Wurz     |     |     |     | 3   |     |     |     |     |     |     |     |     |     |     |     |     |     |     |     | 182  | 2.       |